# سفينة جلالتها

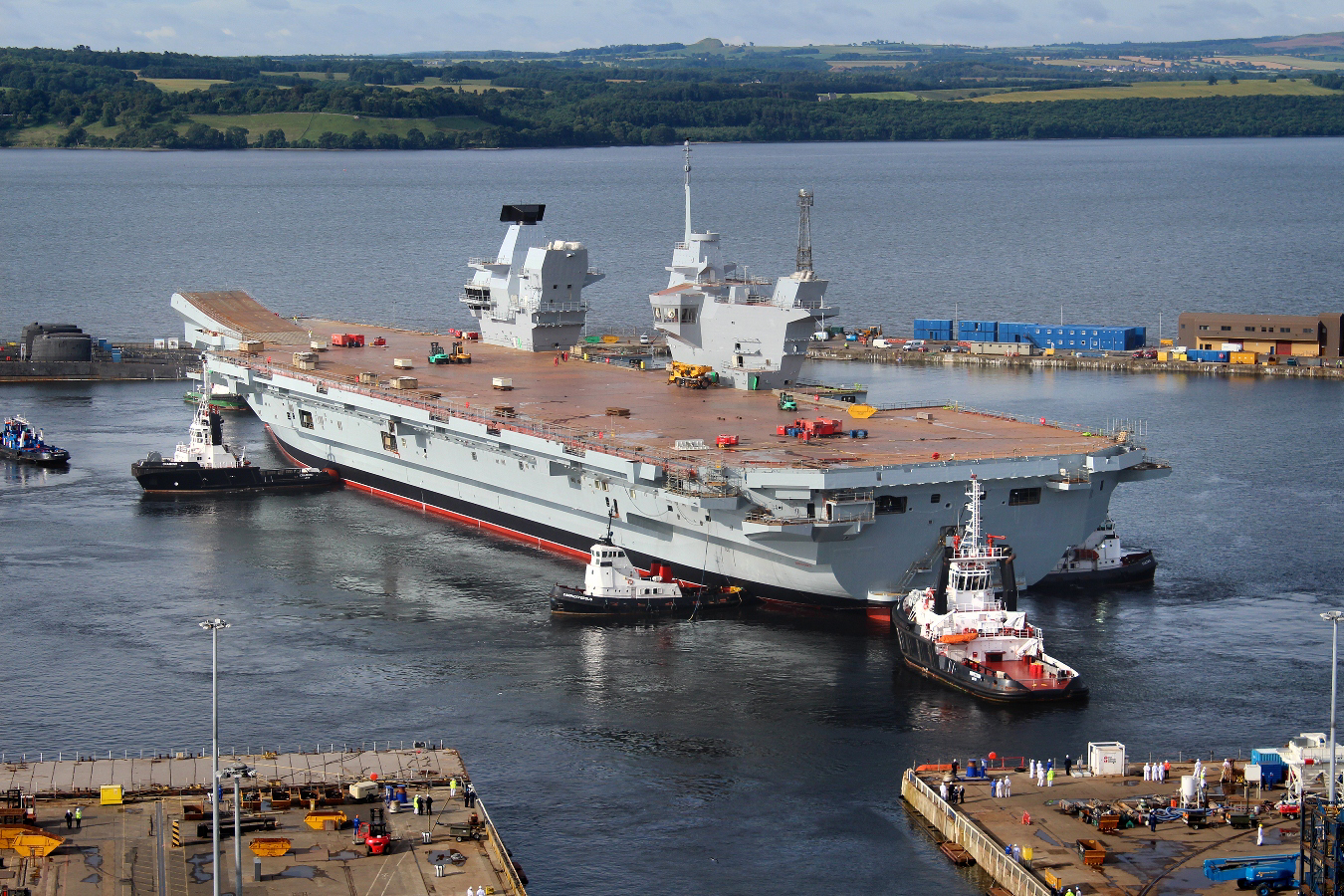

سفينة جلالتها أو جلالته (بالإنجليزية: Her Majesty's Ship)‏ (يختصر ه.م.س. أو اتش ام اس) هو اسم ابتدائي لسفن عدة بلدان، أهمها المملكة المتحدة.

## ألمانيا
زاينر ماجيستات شيف (بالألمانية: Seiner Majestät Schiff)‏ (تختصر س.م.س. أو اس ام اس) كان الاسم الابتدائي لسفن الامبراطورية البروسية.